# Expédition d'Ukasha bin Al-Mihsan
L’Expédition de Ukasha bin Al-Mihsan était le 2e raid sur la tribu Banu Assad bin Khuzayma, qui se déroula en août, 627AD dans le 3e mois de, 6AH du calendrier Islamique,.
Sur l’ordre de Mahomet, un peloton de 30 combattants Musulmans dirigés par ‘Ukasha bin Al-Mihsan fut dépêché à un endroit appelé Al-Ghamir habité par Bani Asad au cours de l’année six Hijri. L’ennemi s’enfuit immédiatement, laissant derrière lui 200 chameaux qui furent emmenés à Médine,.
L’1er Raid sur la tribu Banu Asad bin Khuzaymah se déroula 3 années plus tôt,.